# Hannah New
Hannah New, född 13 maj 1984 i London, är en brittisk skådespelare.
New har bland annat medverkat i TV-serierna Familjen Bridgerton och Black Sails.

## Filmografi (i urval)
- 2014–2017 – Black Sails (TV-serie)
- 2024 – Familjen Bridgerton (TV-serie)